# Lemberg pri Šmarju
Lemberg pri Šmarju je razloženo naselje s strnjenim jedrom, nekdanji trgom v Občini Šmarje pri Jelšah. 
Naselje leži v dolini potoka Lemberžice, ob nekdaj pomembni cesti Mestinje-Poljčane, v severnem delu Zgornjesotelskega gričevja.

## Poimenovanja
Ime naselja so iz prvotnega »Lemberg« leta 1953 spremenili v »Lemberg pri Šmarju«, zaradi razlikovanja med drugimi naselji z istim imenom.

## Zgodovina
Naselje je nastalo pod srednjeveškim gradom, od katerega je danes ostalo vidnih le nekaj ruševin. V pisnih dokumentih se grad prvič omenja leta 1224 in je bil zatem v lasti Celjskih grofov. Opuščen je bil v 15. stoletju. Podobno je bilo z gradom Videršnekom na bližnjem griču.

## Znamenitosti
Cerkev v središču naselja je posvečena sv. Miklavžu. Zgrajena je bila v 15. stoletju in je bila v 18. stoletju barokizirana.
Na pobočju griča zahodno nad naseljem stoji nekdanja grajska kapela, ki je bila spremenjena v sedanjo cerkev sv. Pankracija, povečana in prezidana v 16. in 18. stoletju. Obe cerkve sta podružnici župnije Sladka Gora.